# Mandrevillars
Mandrevillars település Franciaországban, Haute-Saône megyében. Lakosainak száma 338 fő (2022. január 1.). Mandrevillars Châlonvillars, Échenans-sous-Mont-Vaudois, Chagey és Buc községekkel határos.

## Népesség
A település népességének változása:
| Lakosok száma | 227  | 234  | 249  | 242  | 264  | 287  | 309  | 337  | 338  |
|               | 2013 | 2015 | 2016 | 2017 | 2018 | 2019 | 2020 | 2021 | 2022 |